# Yatta!
Yatta! è stata una rivista contenitrice di manga italiana fatta sul modello di quelle giapponesi.
La rivista cominciò nell'agosto del 2004 e pubblicò inizialmente fumetti della Kōdansha quali Negima, School Rumble, Kukla Gothic Horror, Karin piccola dea, Gacha Gacha e Tokyo Mew Mew - À la mode. La rivista chiuse nel giugno del 2007, con il numero 25, a causa degli alti costi di produzione.
Tra il gennaio e il novembre 2005 la Play Press pubblicò anche un'altra rivista analoga, intitolata Shogun.